# 블루 드타이거
블루 드타이거(Blu DeTiger, 1998년 2월 22일 ~ )는 미국의 싱어송라이터, 베이스 기타 연주자, 음악 프로듀서, DJ이다.

## 음반 목록

### 정규 음반
- All I Ever Want Is Everything' (2024)

### EP
- How Did We Get Here? (2021)